# Doratopsylla blarinae
Doratopsylla blarinae är en loppart som beskrevs av C.Fox 1914. Doratopsylla blarinae ingår i släktet Doratopsylla och familjen mullvadsloppor. Inga underarter finns listade i Catalogue of Life.